# Chanodichthys dabryi
Chanodichthys dabryi är en fiskart som först beskrevs av Bleeker, 1871.  Chanodichthys dabryi ingår i släktet Chanodichthys och familjen karpfiskar. IUCN kategoriserar arten globalt som livskraftig. Inga underarter finns listade i Catalogue of Life.